# Kap Cox
Das Kap Cox ist ein  Kap, welches an der Orville-Küste des westantarktischen Ellsworthlands das nordöstliche Ende der Dodson-Halbinsel an der Westflanke des Filchner-Ronne-Schelfeises markiert.
Entdeckt wurde es von Teilnehmern der Ronne Antarctic Research Expedition (1947–1948). Kartografisch erfasst wurde es durch Vermessungsarbeiten des United States Geological Survey und mithilfe von Luftaufnahmen der United States Navy zwischen 1961 und 1967. Das Advisory Committee on Antarctic Names benannte es 1968 nach Larry Eugene Cox, Funker auf der Amundsen-Scott-Südpolstation im Winter 1964.